# 貝爾維尤 (佛羅里達州艾斯康比亞縣)
貝爾維尤（英語：Bellview）是位於美國佛羅里達州艾斯康比亞縣的一個人口普查指定地區。

## 地理
貝爾維尤的座標為30°27′40″N 87°18′03″W / 30.46111°N 87.30083°W，而該地最高點為海拔高度27米（即89英尺）。

## 人口
根據2010年美國人口普查的數據，貝爾維尤的面積為30.50平方千米，當中陸地面積為30.20平方千米，而水域面積為0.30平方千米。當地共有人口23355人，而人口密度為每平方千米765人。